# Uncommon Women... and Others
Uncommon Women... and Others è un film TV statunitense del 1979 diretto da Merrily Mossman e da Steven Robman. Il film è tratto da uno spettacolo teatrale, di cui la sceneggiatrice è la stessa.